# Chantal Akerman
Chantal Anne Akerman (ur. 6 czerwca 1950 w Brukseli; zm. 5 października 2015 w Paryżu) – belgijska awangardowa reżyserka, scenarzystka i aktorka filmowa.

## Życiorys
Córka żydowskich emigrantów z Polski. Jej ojciec, Jacques Akerman, II wojnę światową spędził ukrywając się, podczas gdy matka, Natalia (Nelly) Liebel, była jedyną członkinią rodziny, która przeżyła obóz Auschwitz. Tematyka żydowska i Holokaust często pojawiały się w twórczości Akerman, zwłaszcza w American Stories (1989), nieco brechtowskiej refleksji nad doświadczeniem imigrantów i żydowskimi żartami. W Muzeum Żydowskim w Berlinie wystawiła w 2007 pracę wideo Walking Next to One's Shoelaces Into an Empty Fridge, zainspirowaną pamiętnikami jej babci.
Zadebiutowała w 1968 filmem krótkometrażowym Wysadzam swoje miasto (Saute ma ville). Pierwszy film pełnometrażowy - Hotel Monterey - zrealizowała w 1972 w USA. Większość jej filmów, jak pisze Adam Garbicz, ma charakter eksperymentów z inscenizacją i czasem narracji, jest zorientowana na objawienie osobowości i uczuć, przede wszystkim kobiet, w duchu feminizmu. Przykładem tego może być najbardziej znany film reżyserki - trzyipółgodzinna opowieść Jeanne Dielman, Bulwar Handlowy, 1080 Bruksela (1975, 201 min.) pokazująca załamanie nerwowe tytułowej Jeanne Dielman (Delphine Seyrig) wykonującej codziennie z pietyzmem te same banalne czynności domowe. Odznaczona w 2004 Komandorią Orderu Leopolda.
Zasiadała w jury sekcji "Cinéfondation" na 58. MFF w Cannes (2005).